# Anthony Rouault
Anthony Rouault (* 29. Mai 2001 in Villeneuve-sur-Lot) ist ein französischer Fußballspieler. Der Innenverteidiger steht bei Stade Rennes unter Vertrag.

## Karriere
Anthony Rouault wurde in Villeneuve-sur-Lot in der Region Aquitanien (heute Nouvelle-Aquitaine) und spielte zunächst für einen Verein im rund 30 Kilometer entfernten Saint-Colomb-de-Lauzun, bevor er zum FC Marmande 47 aus Marmande wechselte. Im Alter von 15 Jahren trat er der Fußballschule des FC Toulouse bei und erhielt 2019 seinen ersten Profivertrag. Sein Debüt als Profi gab Rouault am 17. Oktober 2020 im Alter von 19 Jahren in der Ligue 2, als er beim 1:0-Auswärtssieg gegen AC Ajaccio eingesetzt wurde. In dieser Saison kam er in der Liga zu 15 Einsätzen und stand dabei in 13 Partien in der Anfangself, wobei er als Innenverteidiger eingesetzt wurde. In der Saison 2021/22 war er – obwohl er zwischenzeitlich wegen einer Fußverletzung ausfiel – erste Wahl.
Anfang September 2023 wechselte Rouault zunächst leihweise für eine Spielzeit nach Deutschland in die Bundesliga zum VfB Stuttgart. Im März 2024 wurde er vom VfB fest verpflichtet.
Anfang Februar 2025 wechselte Rouault zu Stade Rennes und kehrte somit nach Frankreich zurück. Sein Vertrag läuft bis 2029.

## Titel
- Französischer Pokalsieger: 2023 (FC Toulouse)